# Royal Rumble (2021)
Cet article concerne l'édition 2021 du pay-per-view Royal Rumble. Pour toutes les autres éditions, voir Royal Rumble.
L'édition 2021 du Royal Rumble est un Premium Live Event de catch (lutte professionnelle) produit par la World Wrestling Entertainment, une fédération de catch américaine qui est télédiffusée et visible en paiement à la séance sur le WWE Network. L'événement a eu lieu le 31 janvier 2021 au Tropicana Field à St. Petersburg (Floride). Il s'agit de la trente-quatrième édition du Royal Rumble, qui fait partie avec WrestleMania, SummerSlam et les Survivor Series du « Big Four » à savoir « les Quatre Grands », les quatre plus grands, anciens et prestigieux événements que produit la compagnie chaque année.
Le main-event de la soirée est le traditionnel 30-men Royal Rumble match, une bataille royale exposant 30 catcheurs durant un combat commençant tel un combat en 1 contre 1 standard, mais un nouvel entrant arrive au bout d'un temps prédéfini (en théorie 90 secondes), et ceci de façon régulière jusqu'à ce que tous les participants aient fait leur entrée. Comme pour une bataille royale standard, un candidat est éliminé si, après être passé par-dessus la troisième corde du ring, ses deux pieds touchent le sol.

## Contexte
Les spectacles de la World Wrestling Entertainment (WWE) sont constitués de matchs aux résultats prédéterminés par les scénaristes de la WWE. Ces rencontres sont justifiées par des storylines – une rivalité entre catcheurs, la plupart du temps – ou par des qualifications survenues dans les shows de la WWE telles que Raw, SmackDown, NXT et 205 Live. Tous les catcheurs possèdent un gimmick, c'est-à-dire qu'ils incarnent un personnage gentil (Face) ou méchant (Heel), qui évolue au fil des rencontres. Un événement comme le Royal Rumble est donc un événement tournant pour les différentes storylines en cours,.

### Roman Reigns (c) contre Kevin Owens
La rivalité (feud) prédominante de la division SmackDown est celle pour le WWE Universal Championship (le championnat universel de la WWE) entre le champion en titre Roman Reigns et Kevin Owens. À TLC, Roman Reigns a battu Kevin Owens pour conserver son titre de championnat universel en battant Kevin Owens dans un Tables, Ladders and Chairs match. Le 8 janvier à SmackDown le manager dU brand Adam Pearce, a organisé un gauntlet match pour determiner l'adversaire de Reigns au Royal Rumble pour son tire universel. Plus tard, l'avocat de Reigns, Paul Heyman, a confronté Pearce dans les coulisses et a déclaré qu'il était capable de tirer quelques ficelles et que Pearce participerait également dans le gauntlet match avec Rey Mysterio, Sami Zayn, Shinsuke Nakamura, King Corbin et Daniel Bryan. Nakamura a survécu au match pour affronter le dernier participant Pearce; Cependant, avant le début du tour final, le cousin de Reigns, Jey Uso, a provoqué Nakamura, ce qui a conduit Reigns et Jey à attaquer à la fois Nakamura et Pearce. Jey a placé Pearce au-dessus de Nakamura pour le tombé, ainsi Pearce a gagné le match. La semaine suivante, Heyman affronte Pearce dans les coulisses et lui donne le contrat de match à signer. La stipulation pour leur match était à l'origine un match sans disqualification; Après que Heyman ait donné le contrat signé à Reigns, cependant, ce dernier voulait que la stipulation soit changée en un match de Last Man Standing. Plus tard dans le ring, Pearce et Reigns ont signé le contrat modifié, mais alors que Pearce partait, il a feint une blessure au genou, citant que le contrat lui permettait de choisir un remplaçant pour lui-même en cas de blessure et a choisi Kevin Owens, puis ce dernier a ensuite fait son entrée et a signé le contrat pour devenir l'adversaire de Reigns pour le championnat universel au Royal Rumble.

### Drew McIntyre (c) contre Goldberg
La rivalité (feud) prédominante de la division RAW est celle pour le WWE Championship (le championnat de la WWE) entre le champion en titre Drew McIntyre et Bill Goldberg.
Le 4 janvier à Raw lors d'une épisode spécial Legends Night, Drew McIntyre a conservé son titre de championnat de la WWE. Juste après le match, le WWE Hall of Famer Goldberg absent depuis WrestleMania 36 effectue son retour et défie McIntyre pour son championnat de la WWE au Royal Rumble puis McIntyre a répondu que Goldberg n'était pas l'homme qu'il était et que lui faire face serait comme faire face à son propre père. le Hall of Famer a ensuite poussé le WWE champion leur segment s'est terminé par une petite altercation. La semaine suivante, McIntyre accepte le défi de Goldberg.

### Royal Rumble matchmasculin et féminin
Comme le veut la tradition depuis la toute première édition en 1988, le pay-per-view comporte un Royal Rumble match en guise de Main-Event (Combat de Tête d'Affiche), dont le grand vainqueur reçoit un combat de championnat mondial à WrestleMania 39, l’événement phare de l'année. À la suite du retour de la Brand Extension une nouvelle stipulation a été ajoutée : Le vainqueur remporte un match pour le titre mondial de son choix, nonobstant sa division d'origine.
Depuis 2018, l'évènement comporte également un Royal Rumble match féminin. Comme pour les hommes, la gagnante obtiendra un match de championnat féminin majeur de son choix au plus grand show du monde du catch.

## Tableau des matchs
| Ordre par numéros | Résultat                                                                                  | Stipulation(s)                                                                            | Temps |
| --- | ----------------------------------------------------------------------------------------- | ----------------------------------------------------------------------------------------- | ----- |
| 1P | Nia Jax et Shayna Baszler battent Asuka (c) et Charlotte Flair                            | Tag Team match pour les WWE Women's Tag Team Championship                                 | 10:30 |
| 2 | Drew McIntyre (c) bat Goldberg                                                            | Match simple pour le WWE Championship                                                     | 2:33  |
| 3 | Sasha Banks (c) bat Carmella (avec Reginald Thomas)                                       | Match simple pour le WWE SmackDown Women's Championship                                   | 10:25 |
| 4 | Bianca Belair remporte le Royal Rumble match féminin en éliminant en dernière Rhea Ripley | 30-Women Royal Rumble match pour un match de championnat féminin majeur à WrestleMania 37 | 58:50 |
| 5 | Roman Reigns (c) (avec Paul Heyman et Jey Uso) bat Kevin Owens                            | Last Man Standing match pour le WWE Universal Championship                                | 24:55 |
| 6 | Edge remporte le Royal Rumble match masculin en éliminant en dernier Randy Orton          | 30-Men Royal Rumble match pour un match de championnat masculin majeur à WrestleMania 37  | 58:30 |
| La lettre C placée entre parenthèses désigne la personne ou l’équipe championne en titre. P – indique que le match a eu lieu lors du pré-show |                                                                                           |                                                                                           |       |

### Entrées et éliminations du Royal Rumble match masculin
- Raw
 - SmackDown
 - NXT
 - Agent libre ou Hall of Famer
 - le vainqueur
| Numéro | Entrant           | Division            | Ordre d'élimination | Éliminé par                             | Temps | Elimination(s) |
| ------ | ----------------- | ------------------- | ------------------- | --------------------------------------- | ----- | -------------- |
| 1      | Edge              | Hall of Famer / Raw | -                   | Vainqueur                               | 58:28 | 3              |
| 2      | Randy Orton       | Raw                 | 29                  | Edge                                    | 58:28 | 0              |
| 3      | Sami Zayn         | SmackDown           | 2                   | Big E                                   | 13:04 | 0              |
| 4      | Mustafa Ali       | Raw                 | 4                   | Big E                                   | 13:18 | 1              |
| 5      | Jeff Hardy        | Raw                 | 1                   | Dolph Ziggler                           | 03:25 | 0              |
| 6      | Dolph Ziggler     | SmackDown           | 9                   | Kane                                    | 20:30 | 1              |
| 7      | Shinsuke Nakamura | SmackDown           | 12                  | King Corbin                             | 22:01 | 0              |
| 8      | Carlito           | Agent libre         | 5                   | Elias                                   | 08:26 | 0              |
| 9      | Xavier Woods      | Raw                 | 3                   | Mustafa Ali                             | 03:42 | 0              |
| 10     | Big E             | SmackDown           | 19                  | Omos                                    | 29:45 | 4              |
| 11     | John Morrison     | Raw                 | 8                   | Damian Priest                           | 8:13  | 0              |
| 12     | Ricochet          | Raw                 | 10                  | Kane                                    | 11:37 | 0              |
| 13     | Elias             | Raw                 | 6                   | Damian Priest                           | 02:30 | 1              |
| 14     | Damian Priest     | NXT                 | 16                  | Bobby Lashley                           | 15:34 | 4              |
| 15     | The Miz           | Raw                 | 7                   | Damian Priest                           | 01:02 | 0              |
| 16     | Riddle            | Raw                 | 25                  | Seth Rollins                            | 31:17 | 1              |
| 17     | Daniel Bryan      | SmackDown           | 24                  | Seth Rollins                            | 28:50 | 1              |
| 18     | Kane              | SmackDown           | 11                  | Damian Priest                           | 01:51 | 2              |
| 19     | King Corbin       | SmackDown           | 14                  | Dominik Mysterio                        | 03:34 | 2              |
| 20     | Otis              | SmackDown           | 13                  | King Corbin                             | 00:53 | 0              |
| 21     | Dominik Mysterio  | SmackDown           | 15                  | Bobby Lashley                           | 02:00 | 1              |
| 22     | Bobby Lashley     | Raw                 | 18                  | Big E, Christian, Daniel Bryan & Riddle | 04:03 | 3              |
| 23     | The Hurricane     | Agent Libre         | 17                  | Big-E et Bobby Lashley                  | 0:30  | 0              |
| 24     | Christian         | Agent Libre         | 27                  | Seth Rollins                            | 18:12 | 2              |
| 25     | AJ Styles         | Raw                 | 23                  | Braun Strowman                          | 10:27 | 0              |
| 26     | Rey Mysterio      | SmackDown           | 20                  | Omos                                    | 03:47 | 0              |
| 27     | Sheamus           | Raw                 | 22                  | Braun Strowman                          | 05:56 | 0              |
| 28     | Cesaro            | SmackDown           | 21                  | Braun Strowman                          | 04:10 | 0              |
| 29     | Seth Rollins      | SmackDown           | 28                  | Edge                                    | 08:48 | 4              |
| 30     | Braun Strowman    | Raw                 | 26                  | Edge, Christian et Seth Rollins         | 07:24 | 3              |

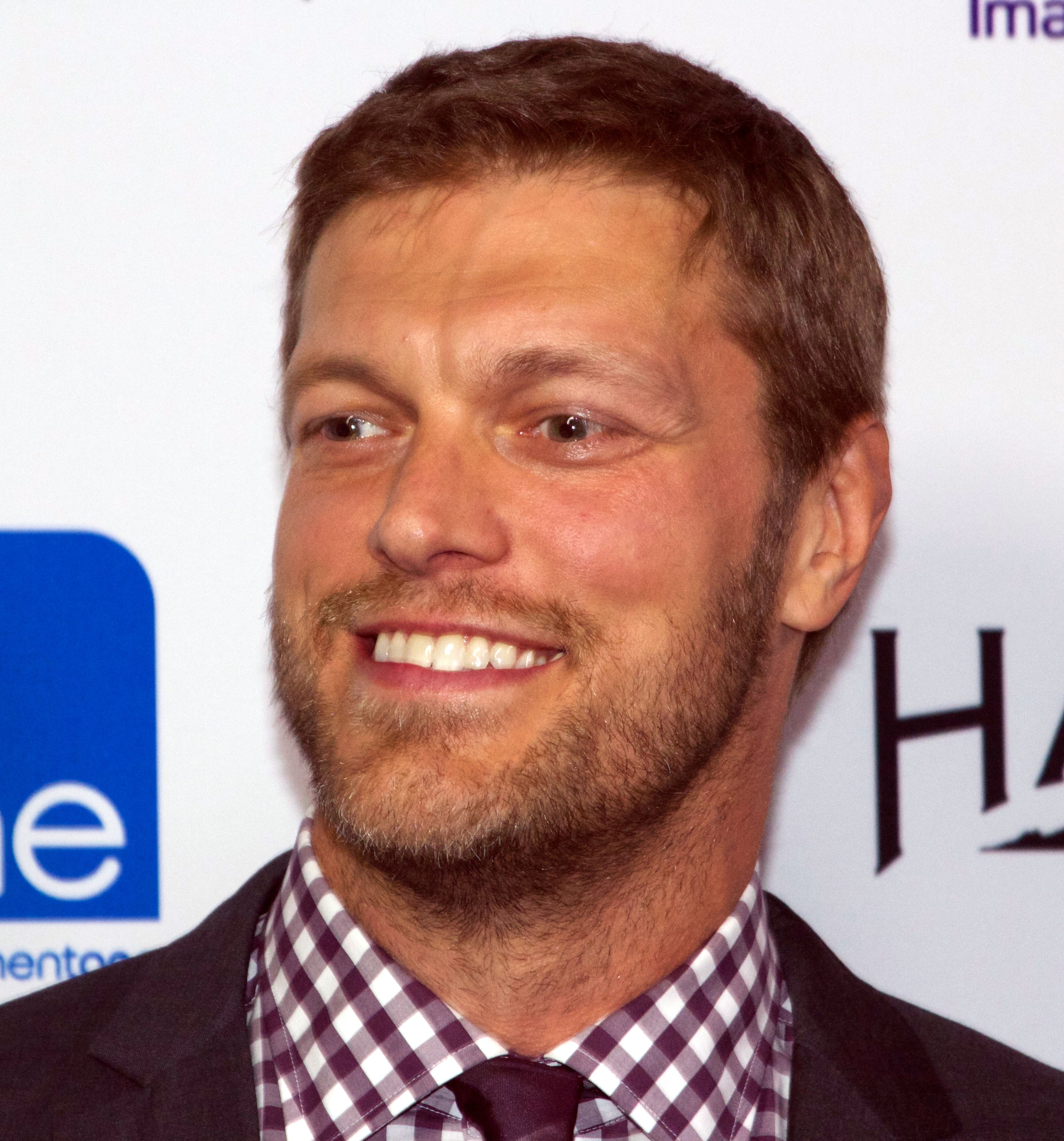
Edge, vainqueur du Royal Rumble match.

- Edge et Randy Orton sont ceux qui sont restés le plus longtemps sur le ring : 58 minutes et 28 secondes.

- C'est la troisième fois que les numéro 1 et 2 sont les derniers sur le ring (après Shawn Michaels et The British Bulldog en 1995 et Steve Austin et Vince McMahon en 1999).

- Damian Priest est celui qui a éliminé le plus de catcheurs en solo dans ce Royal Rumble : 4 éliminations.

- The Hurricane est celui qui est resté le moins longtemps sur le ring : 30 secondes.

- Edge devient le troisième catcheur à remporter le Royal Rumble en étant rentré en premier (après Shawn Michaels en 1995 et Chris Benoit en 2004). Il devient également le premier catcheur à remporter un Royal Rumble en ayant le statut de Hall Of Famer.

- Big E et Rey Mysterio ont été éliminés par Omos qui ne participait pas officiellement au match.

### Entrées et éliminations du Royal Rumble match féminin
- - Raw
 - SmackDown
 - NXT
 - Agent libre ou Hall of Famer

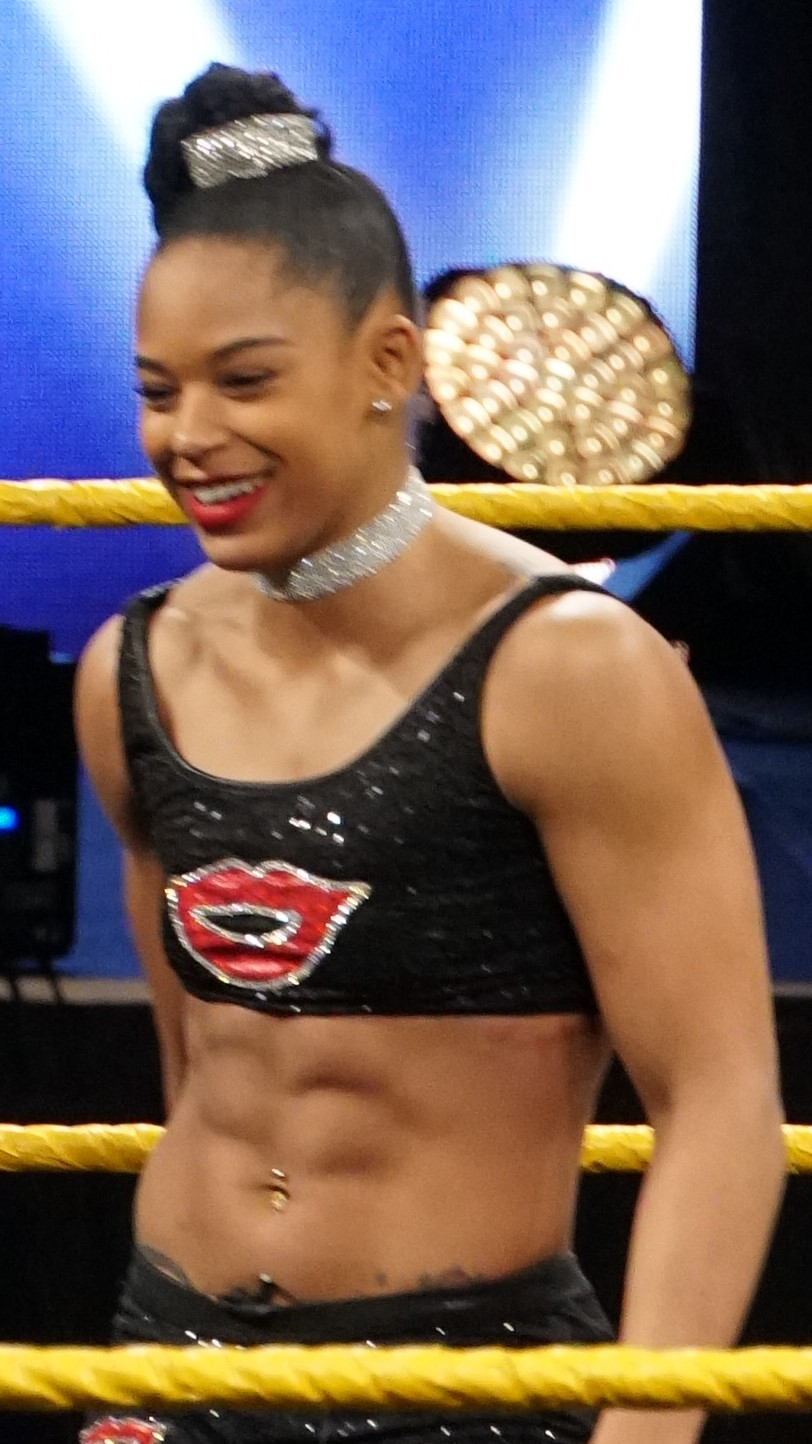
Bianca Belair, Vainqueur du Royal Rumble match.

 - la Vainqueresse

| Numéro | Entrante          | Division      | Ordre d'élimination | Éliminée par                | Temps | Elimination(s) |
| ------ | ----------------- | ------------- | ------------------- | --------------------------- | ----- | -------------- |
| 1      | Bayley            | SmackDown     | 12                  | Bianca Belair               | 29:07 | 1              |
| 2      | Naomi             | Raw           | 22                  | Nia Jax & Shayna Baszler    | 47:43 | 0              |
| 3      | Bianca Belair     | SmackDown     | -                   | Vainqueure                  | 56:49 | 4              |
| 4      | Billie Kay        | SmackDown     | 3                   | Ruby Riott & Liv Morgan     | 08:11 | 1              |
| 5      | Shotzi Blackheart | NXT           | 1                   | Shayna Baszler              | 03:43 | 0              |
| 6      | Shayna Baszler    | Raw           | 24                  | Nia Jax                     | 41:47 | 6              |
| 7      | Toni Storm        | NXT           | 4                   | Rhea Ripley                 | 11:21 | 0              |
| 8      | Jillian Hall      | Agent libre   | 2                   | Billie Kay                  | 08:01 | 0              |
| 9      | Ruby Riott        | SmackDown     | 7                   | Bayley                      | 10:52 | 1              |
| 10     | Victoria          | Agent libre   | 5                   | Shayna Baszler              | 07:15 | 0              |
| 11     | Peyton Royce      | Raw           | 10                  | Charlotte Flair             | 13:39 | 1              |
| 12     | Santana Garrett   | NXT           | 6                   | Rhea Ripley                 | 04:31 | 0              |
| 13     | Liv Morgan        | SmackDown     | 8                   | Peyton Royce                | 06:40 | 1              |
| 14     | Rhea Ripley       | NXT           | 29                  | Bianca Belair               | 39:06 | 7              |
| 15     | Charlotte Flair   | Raw           | 28                  | Rhea Ripley & Bianca Belair | 33:45 | 1              |
| 16     | Dana Brooke       | Raw           | 9                   | Rhea Ripley                 | 03:04 | 0              |
| 17     | Torrie Wilson     | Hall Of Famer | 11                  | Shayna Baszler              | 03:59 | 0              |
| 18     | Lacey Evans       | Raw           | 20                  | Shayna Baszler              | 19:20 | 1              |
| 19     | Mickie James      | Raw           | 14                  | Lacey Evans                 | 07:19 | 0              |
| 20     | Nikki Cross       | Raw           | 17                  | Carmella                    | 07:37 | 0              |
| 21     | Alicia Fox        | Agent libre   | 13                  | Mandy Rose                  | 01:47 | 0              |
| 22     | Mandy Rose        | Raw           | 16                  | Rhea Ripley                 | 03:50 | 1              |
| 23     | Dakota Kai        | NXT           | 15                  | Rhea Ripley                 | 02:06 | 0              |
| 24     | Carmella          | SmackDown     | 18                  | Elle-même                   | 00:45 | 1              |
| 25     | Tamina            | SmackDown     | 23                  | Nia Jax & Shayna Baszler    | 06:21 | 0              |
| 26     | Lana              | Raw           | 26                  | Natalya                     | 09:58 | 1              |
| 27     | Alexa Bliss       | Raw           | 19                  | Rhea Ripley                 | 01:02 | 0              |
| 28     | Ember Moon        | NXT           | 21                  | Nia Jax                     | 01:49 | 0              |
| 29     | Nia Jax           | Raw           | 25                  | Lana                        | 02:53 | 4              |
| 30     | Natalya           | SmackDown     | 27                  | Bianca Belair               | 02:00 | 1              |

## Annexe